# Aart Lus & Ed Lip

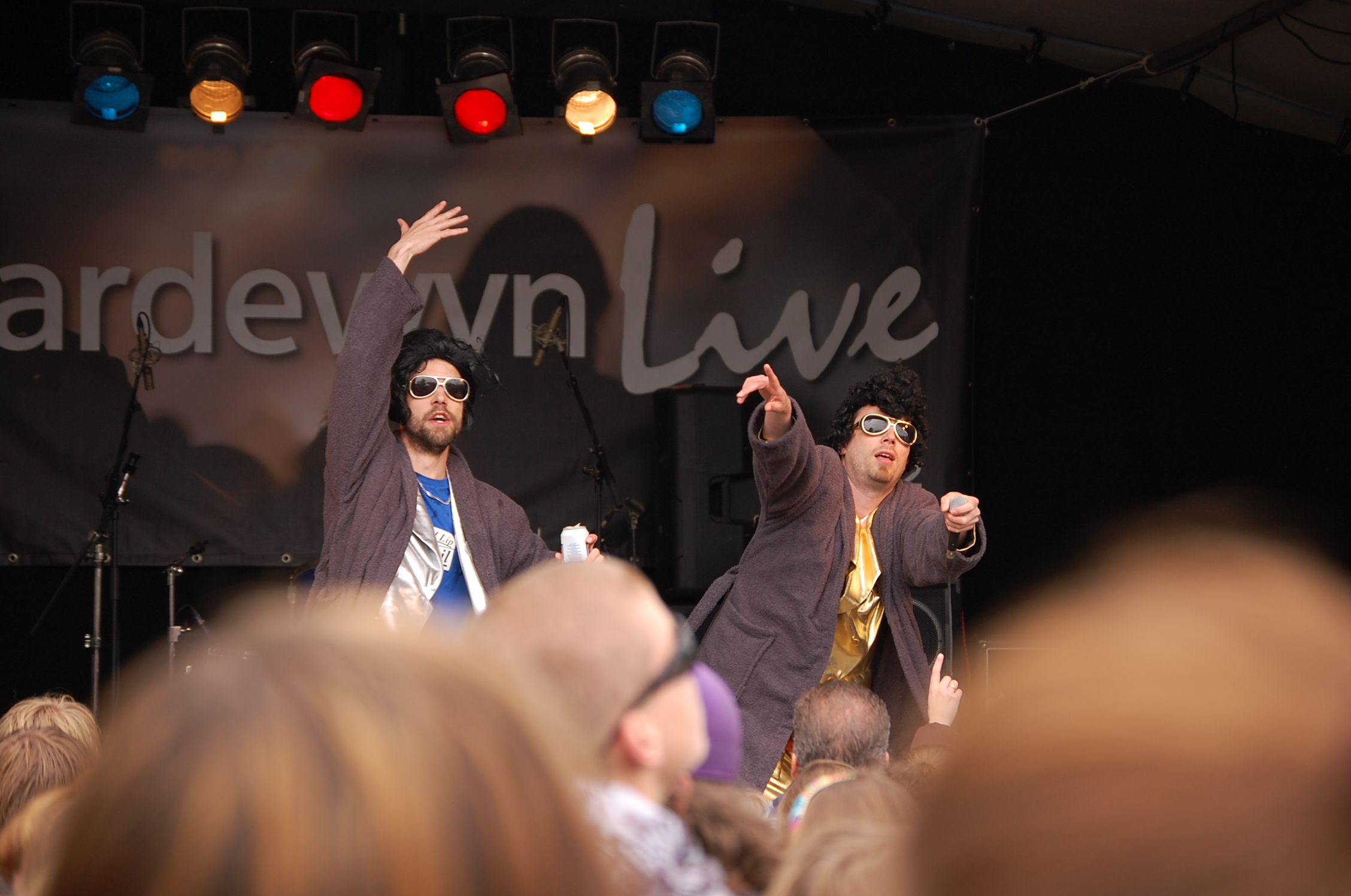
Aart Lus & Ed Lip op het podium van Omrop Fryslân tijdens bevrijdingsfestival 2009

Aart Lus & Ed Lip is de naam van een Fries muziekduo uit Leeuwarden. Ze begonnen hun muzikale loopbaan in maart 2008 met het uitbrengen van hun single Ik bin su eil.
De single is in het Liwwadders, het lokale dialect. De combinatie van electro en dialect leidde tot de introductie van de term 'dialectro'. In het najaar van 2008 werd de single op het Fries Popgala verkozen tot Song van het Jaar.
Een latere single van het duo is Supe! Voor deze single vroeg het duo iedereen filmpjes op te sturen voor de  videoclip.
In 2024 kwam het duo terug na een lange stilte. Als parodie op het nummer Europapa van stadsgenoot Joost Klein creëerden zij samen met Ricky de single Europaplein. Hij  is op 1 april uitgebracht en te vinden op YouTube.  Het Europaplein is een monumentaal plein in Leeuwarden dat beschouwd wordt als een toegangspoort tot de stad. De videoclip speelt zich daar af.  